# Campionati di pugilato dilettanti dell'Unione europea 2014
I Campionati di pugilato dilettanti dell'Unione europea maschili 2014 si sono tenuti a Sofia, Bulgaria, dal 8 al 16 agosto 2014. È stata la 8ª edizione della competizione annuale organizzata dall'EUBC.

## Risultati
| Categoria                   | Oro                              | Argento                     | Bronzo                                                   |
| --------------------------- | -------------------------------- | --------------------------- | -------------------------------------------------------- |
| Pesi minimosca (kg 49)      | Georgi Andonov Bulgaria          | Stefan Mezei Slovacchia     | Manuel Cappai Italia Hugh Myres Irlanda                  |
| Pesi mosca (kg 52)          | Alexander Riscan Moldavia        | Elie Konki Francia          | Viliam Tankó Slovacchia José Kelvin de la Nieve Spagna   |
| Pesi gallo (kg 56)          | Veaceslav Gojan Moldavia         | Matti Koota Finlandia       | Stefan Ivanov Bulgaria Viktor Gálos Ungheria             |
| Pesi leggeri (kg 60)        | David Oliver Joyce Irlanda       | Otar Eranosyan Georgia      | Edgaras Skurdelis Lituania Michal Zatorsky Slovacchia    |
| Pesi superleggeri (kg 64)   | Vincenzo Mangiacapre Italia      | Airin Ismetov Bulgaria      | András Vadász Ungheria Dmitri Galagot Moldavia           |
| Pesi welter (kg 69)         | Simeon Chamov Bulgaria           | Eimantas Stanionis Lituania | Souleymane Cissokho Francia Vasile Belous Moldavia       |
| Pesi medi (kg 75)           | Christian M'Billi Assomo Francia | Michael O'Reilly Irlanda    | Victor Corobcevschii Moldavia Balázs Bacskai Ungheria    |
| Pesi mediomassimi (kg 81)   | Valentino Manfredonia Italia     | Darren O'Neill Irlanda      | Bakary Mamadou Diabira Francia Matúš Strnisko Slovacchia |
| Pesi massimi (kg 91)        | Igor Jakubowski Polonia          | Levan Guledani Georgia      | Victor Ialimov Moldavia Tadas Tamašauskas Lituania       |
| Pesi supermassimi (kg 91 +) | Frazer Clarke Inghilterra        | Guido Vianello Italia       | Tony Yoka Francia Mikheil Bakhtidze Georgia              |

## Medagliere
| Posizione | Paese       | Oro | Argento | Bronzo | Totale |
| --------- | ----------- | --- | ------- | ------ | ------ |
| 1         | Bulgaria    | 2   | 1       | 1      | 4      |
| 1         | Italia      | 2   | 1       | 1      | 4      |
| 3         | Moldavia    | 2   | 0       | 4      | 6      |
| 4         | Irlanda     | 1   | 2       | 1      | 4      |
| 5         | Francia     | 1   | 1       | 3      | 5      |
| 6         | Inghilterra | 1   | 0       | 0      | 1      |
| 6         | Polonia     | 1   | 0       | 0      | 1      |
| 8         | Georgia     | 0   | 2       | 1      | 3      |
| 9         | Slovacchia  | 0   | 1       | 3      | 4      |
| 10        | Lituania    | 0   | 1       | 2      | 3      |
| 11        | Finlandia   | 0   | 1       | 0      | 1      |
| 12        | Ungheria    | 0   | 0       | 3      | 3      |
| 13        | Spagna      | 0   | 0       | 1      | 1      |
|           | Totale      | 10  | 10      | 20     | 40     |